# Trent Plaisted
Trent Michael Plaisted (San Antonio, Teksas, 20. listopada 1986.) američki je profesionalni košarkaš. Igra na poziciji centra, a trenutačno je član košarkaškog kluba Zadar. Izabran je u 2. krugu (46. ukupno) NBA draft 2008. od strane Seattle SuperSonicsa. 

## Karijera
Karijeru je započeo na sveučilištu Brigham Young, a tamo je proveo četiri godine. U posljednjoj sezoni 2007./2008. u prosjeku igrao 27 minuta po utakmici uz učinak od 15.6 poena i 7.7 skokova. Izabran je kao 46. izbor NBA drafta 2008. od strane Seattle SuperSonicsa koji su ga prosljedili Detroit Pistonsima kao dio razmjene igrača. U sezoni 2008./09. nastupao za talijansku momčad Angelico Biella gdje je odigrao samo dvije utakmice, a propustio je ostatak sezone problema s leđima. Nastupao je u Ljetnoj NBA ligi 2009. godine koja se održavala u Las Vegasu, a u 5 odigranih utakmica, nastupajući u dresu Pistonsa u prosjeku je postizao 3 koša uz 2.8 skoka po utakmici. Iako je trebao nastaviti karijeru kao igrač Reggio Emilije, Plasited je u kolovozu 2009. potpisao jednogodišnji ugovor s košarkaškim klubom Zadar.

## Vanjske poveznice
- Draft profil na NBA.com